# 36 Stunden in der Hölle
36 Stunden in der Hölle (Originaltitel: 36 ore all’inferno) ist ein italienischer Kriegsfilm von Roberto Bianchi Montero. 

## Handlung
Im Juni 1942 werden alle Überseegebiete bzw. Kolonien der Niederlande und Englands, von Indien, Burma, Borneo, Neuguinea, den Salomonen-Inseln bis zu den unabhängigen Philippinen, von den Japanern besetzt. Später führen australische Streitkräfte die erste Offensive durch. Admiral Theodore S. Wilkinson und seine Truppen drangen in den Bismarck-Archipel im Südpazifik ein. Eine kleine Pazifikinsel bei Bougainville ist von strategisch wichtiger Bedeutung für die Amerikaner, die den Hafen Rabaul erobern wollen. Um dort die Japaner zu vertreiben, wird die Insel bombardiert. Um zu überprüfen, ob die Operation gelungen ist, schicken die Amerikaner Captain Stern vor. Es kommt zu tödlich endenden Auseinandersetzungen. Unter Führung von Stern flüchtet die Gruppe auf die andere Seite der Insel und wird dabei in Kämpfe mit den Japanern, die die Verfolgung aufgenommen haben, verwickelt, bis sie schließlich gerettet werden. Der Zug trifft eine Krankenschwester des Schwedischen Roten Kreuzes.

## Produktion und Veröffentlichung
Das Drehbuch schrieb der Romanautor Dino de Rugieriis (1921–1989) zusammen mit dem Regisseur.  
Die Premiere fand am 26. Juli 1969 in Italien statt. In der Bundesrepublik Deutschland kam der Film am 7. September 1972 in die Kinos. Die DVD wurde am 22. Oktober 2002 auf Amazon veröffentlicht.